# 멜파스
주식회사 멜파스(영어: MELFAS)는 대한민국의 전자부품 제조 기업이다.

## 역사 및 현황
2000년 2월 2일 서울대학교 집적시스템 연구실의 실험실 벤처로서 설립되었다.
2009년 12월 18일에 공모가 43,200원에 코스닥 시장에 상장하였으나 2023년 7월 17일부로 상장폐지 되었다.

### 내용주
1. ↑  기업의 계속성 및 경영의 투명성 등을 종합적으로 고려하여 코스닥 상장폐지